# Revisionsbanken
Revisionsbanken i København (almindelig omtalt som Revisionsbanken) var en dansk bank, der blev stiftet i 1903. Bankens grundlæggere og første direktører var Frederik Poulsen og Jens Hassing-Jørgensen. Forretningskonceptet bag banken var oprindelig at kombinere revisionsvirksomhed med bankvirksomhed, således at banken ved også at revidere en virksomheds regnskaber kunne få et indblik i virksomhedens økonomi og derved få et bedre grundlag for at yde lån. Den oprindelige forretningside blev dog forladt i 1912, hvor bankens revisionsvirksomhed udskiltes i virksomheden Revisions- og Forvaltnings-Institutet. I 1913 fratrådte Jens Hassing-Jørgensen som direktør for at blive handelsminister i regeringen under ledelse af C.Th. Zahle.
Revisionsbanken voksede stærkt og var ved udgangen af 1918 Danmarks 5. største bank. I 1919 fusionerede den med landets 4. største bank, Københavns Laane- og Diskontobank. Den fusionerede bank blev kendt som Diskonto- og Revisionsbanken.

## Hovedkontor
Banken havde hovedkontor i en renæssanceinspireret bygning på Strøget på hjørnet af Kattesundet og Frederiksberggade i København, opført 1911-1915 af arkitekten Carl Thonning. Bygningen findes stadigvæk.